# 신경 세포

신경세포(神經細胞, nerve cell) 또는 뉴런(neuron 또는 neurone) 또는 신경원은 신경계를 구성하는 세포이다. 신경세포는 나트륨 통로, 칼륨 통로등의 이온 통로를 발현하여 다른 세포와는 달리 전기적인 방법으로 신호를 전달할 수 있다. 또한 인접한 다른 신경세포와는 시냅스라는 구조를 통해 (화학적)신호를 주고 받음으로써 다양한 정보를 받아들이고, 저장하는 기능을 한다. 인간의 두뇌에는 대뇌피질에만 약 100억개의 신경세포가 존재하는 것으로 추산되고 있다. 신경계에는 뉴런보다 많은 숫자의 신경 아교 세포가 존재한다.

## 구조

### 세포체
세포체는 신경세포의 중심이 되는 부분으로 세포의 핵과 세포소기관들이 있다. 크게 신경원섬유 (neurofibril)와 니슬소체(Nissl body)를 포함한다. 신경원섬유는 세포체를 지지하는 역할을 담당한다. 니슬 소체는 과립형태의 RNA로 단백질을 만들고 세포체에 영양을 공급하며 외부물질에 대한 식세포 작용을 수행한다.

### 가지돌기
가지돌기는 수많은 가지로 뻗어나가 있으며, 주로 신경세포가 신호를 받아들이는 부분이다. 여러방향으로 뻗어나와있어 많은 다른 자극들을 수용할 수 있다.

### 축삭
축삭은 세포체로부터 아주 길게 뻗어나가는 부분으로 가지돌기와 세포체를 거쳐 전달된 신호를 다른 신경세포나 세포에 전달하는 부분이다. 세포체로부터 축삭이 시작되는 부분인 축삭둔덕에는 전압 개폐 나트륨 통로가 다량 분포하여 전달된 신호에 의해 활동전위를 발생시켜 축삭을 통해 전달한다.

### 수초
수초화(髓鞘化)는 신경세포의 축삭을 수초라는 덮개에 의해 마디를 이루면서 둘러싸이는 과정으로 수초화가 진행되어 수초가 형성되면 이를 통해 정보전달속도가 보다 더 빨라지는것으로 알려져있다.

### 시냅스
시냅스(synapse)는 인접한 두 신경세포가 연접하면서 만드는 구조이다. 전기적인 신호로 전달된 신호는 신경전달물질이라는 화학적 신호로 바뀌어 시냅스를 통과한다. 시냅스를 기준으로 신호를 주는 신경세포를 시냅스 전 신경세포(presynaptic neuron), 신호를 받는 신경세포를 시냅스 후 신경세포(postsynaptic neuron)라고 한다. 한 신경세포가 만들어내는 시냅스는 대략 1000여개 이상으로 신경세포의 신경말을 이루는데 근간이 되며, 시냅스 신호전달의 강화 현상은 학습 및 기억의 기전으로 받아들여지고 있다.

## 종류
뉴런에는 크게 세 가지 종류가 있는데, 겉모습과 역할에 따라 분류한다. 감각신경을 구성하는 감각 뉴런은 축삭이 크게 발달해 있고 세포체의 크기가 작은 특징이 있다. 뇌와 척수 등 중추 신경계를 구성하는 연합 뉴런은 가지 돌기가 발달하였다. 그리고 연합 뉴런의 명령을 근육 등 기관에 전달해 운동을 하게 하는 운동신경을 구성하는 운동 뉴런. 이렇게 세 가지 종류가 있는데, 흔히 '뉴런'하면 떠올리는 모습은 대부분 운동 뉴런이다.

### 해부학적인 분류: 극의 특성에 따라
- 뭇극 신경세포 : 단일한 과정, 대부분의 운동신경세포
- 두극 신경세포 : 1개의 축삭과 1개의 가지돌기, 후각신경, 망막신경, 청각신경
- 다극 신경세포 : 1개의 축삭과 2개 이상의 가지돌기
  - 골기 I : 축삭과정을 가진 신경세포로 피라미드 세포, 퍼킨제 세포, 앤티리어 혼 세포가 있다.
  - 골기 II : 축삭과정이 국부적으로 있는 신경세포로 그래뉼 세포가 있다.
- 축삭 신경세포: 축삭이 가지돌기와 구분이 불가능한 경우
- 거짓홑극 신경세포 : 축삭과 가지돌기를 모두 취급하는 하나의 과정, 대부분의 감각신경세포

### 기능적인 분류
- 감각 신경세포 : 조직과 기관으로부터 정보를 중추신경계통으로 운반함.
- 운동 신경세포 : 중추신경계통으로부터 신호를 다른 세포로 전달함.
- 연합 신경세포 : 중추 신경 계통의 특정한 부위 안에서 신경세포를 연결함.

## 신경세포의 흥분성
모든 신경세포는 전기적인 흥분성을 띈다. 신경세포는 이온 통로, 이온 펌프등을 이용하여 나트륨, 칼륨, 칼슘, 염소이온들을 세포막 안과 밖의 농도차를 만들어 막전위를 형성한다. 신호가 오기 전 일상적인 상태의 막전위를 휴지 전위(-70mv)라고 하며, 신경세포에 역치(-55mv) 이상의 자극이 가해질경우 활동전위(+30mv)에 도달하여 탈분극이 이루어진다. 탈분극이 일어난 후 통로의 개폐로 재분극 상태가 되어 다시 휴지 전위로 돌아가게 된다.

### 이온 통로
신경세포는 이온 통로의 개폐를 통해 신호전달 기작을 일으킨다. 일반적으로 신호는 수상돌기에서 받아들여진 신호를 종합해 축삭기시구에서 역치를 넘어설 경우 개폐형 나트륨채널이 동시적으로 개방되는 것으로 탈분극이 이루어지게 된다. 이는 이후 개폐형 칼륨 채널의 개방으로 재분극이 되며, 나트륨채널의 비활성화문이 닫히게 되어 실무율에 따르게 된다. 즉, 수상돌기의 신호의 세기는 축삭기시구에서 신호의 빈도로 번역되는 형태가 된다.
일반적으로 신호의 전달방향은 양쪽으로 전달이 가능하나, 나트륨채널의 비활성화문때문에 되돌아가는 방향으로의 전달은 불가능해진다.

### 휴지 전위
신경세포의 평소상태로 -70mV를 유지하고 있다. 휴지전위는 평소의 열린 칼륨채널의 빈도가 높기에 칼륨의 전자기적 평형전위에 가까우며, 귀의 털세포를 비롯한 특정 신경세포에서는 이것이 역전되어 나타나기도 한다.

### 활동 전위
활동전위는 축삭기시구에서 만들어진 탈분극에 의해 항상 같은(~20mV) 전위를 지니게 되며, 일반적인 반응전위보다 큰 크기를 지니게 된다. 활동전위의 빈도는 수상돌기에서의 자극의 세기에 비례하는 것이 일반적이며(Tonic) 특정 세포의 경우 자극의 세기와는 관련없이 특정 빈도의 활동 전위를 갖기도 한다(Phasic)

## 전달 방향
일반적으로 "가지돌기=>신경세포체=>축삭돌기=>시냅스말단"으로 이어지는 방향의 전달을 선행이라 부르며, 반대방향을 역행이라고 부른다. 이 방향성은 신경세포체를 염색하기 위한 방법인 형광물질 추적에도 사용되며, 광견병 바이러스를 이용한 역행추적은 실험에서 종종 이용되기도 한다.

## 역사
현대적인 의미의 신경세포는 골지의 은 염색법에 의해 관찰되기 시작했다. 산티아고 라몬 이 카할은 이 방법을 통해 여러 종류의 신경세포들을 관찰했으며, 이들이 하나의 조직망(network)를 보인다는 사실을 알아 내었다. 그는 이를 기초로 신경망이 사고의 근원을 이루리라 추론하였다. 여기에 대한 골지와의 의견 충돌은 둘의 노벨상 수상식에까지 이어진 것으로 유명하다.

## 같이 보기
- 이온 통로
- 휴지 전위
- 활동 전위
- 신경전달물질
- 신경아교세포
- 날신경섬유 (efferent nerve fiber)
- 운동 신경세포 (motor neuron 또는 efferent neuron)
- 운동 신경 (motor nerve)